# Håkansvik
Håkansvik (finska: Haakoninlahti) är ett område i stadsdelen Kronbergsstranden i Degerö i Helsingfors.
Håkansvik var tidigare platsen för Degerö oljeterminal. Helsingfors oljehamn hade flyttats till Hertonäs 1938. Oljehamnen där lades dock ned på 1990-talet för att ge plats för bostadsområdet Hertonäs strand och verksamheten flyttade till Degerö oljehamn, som börjat att anläggas på 1950-talet. Degerö oljehamn lades ned 2010 för att ge plats för ett bostadsområde för 8.000–10.000 invånare.
Håkansvik är planerad ändstation för linje 12, vilken i en första etapp från omkring 2026 ska trafikera sträckan mellan Hagnäs torg och Håkansvik över de tre nybyggda Kronbroarna mellan Havshagen och Degerö. Anläggningen av Spårväg Kronbroarna påbörjades 2021. Den längsta av broarna, Kronbergsbron, går mellan Högholmen och ett landfäste i Kronbergsstranden omkring en kilometer norr om Håkansvik.

## Kronbergsgrottorna
I början av 1970-talet sprängdes i Kronberget under oljeterminalen ut två förvaringsutrymmen för bränsle på 180.000 respektive 120.000 kubikmeter. Den större grottan är 326 meter lång, 18 meter bred och 30 meter hög och den mindre 245 meter lång, 16 meter bred och 30 meter hög. Botten ligger 50 meter under havsytan. Förvaringsutrymmet drevs av Shell, dels för eget bruk, dels i uppdrag för Försörjningsberedskapscentralen som beredskapslager. Grottorna är numera tömda och rengjorda och ägs sedan 2014 av Skanska.